# Patricia Szarvas

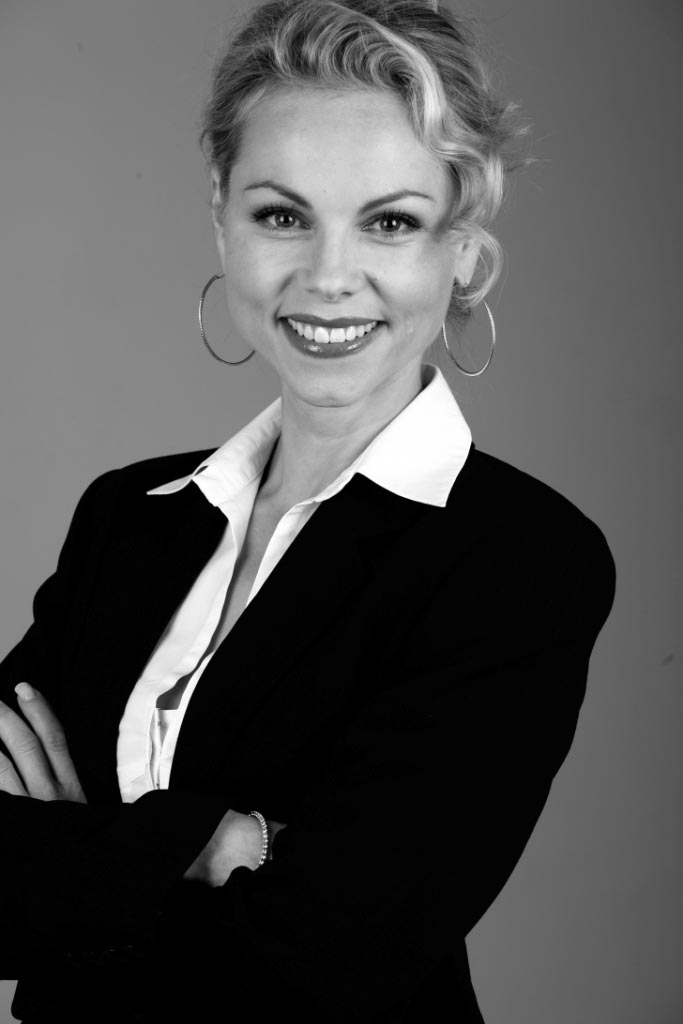
Patricia Szarvas (2008)

Patricia Szarvas (* 1970 in Wien, Österreich) ist eine Wirtschaftsjournalistin und Moderatorin. Sie arbeitet in Frankfurt für CNBC (Europa) als Hauptanchorwoman und berichtet täglich von der Frankfurter Börse und dem deutschen Finanzmarkt für die internationalen Studios von CNBC und für den deutschen Fernsehsender N24.

## Leben
Szarvas studierte Wirtschaft und Kommunikation. Nach ihrer Studienzeit arbeitete sie als Broker, Privatbankier und Portfolio Managerin in Frankfurt am Main, London and Luxemburg. Sie war an der Londoner Börse als Börsenmaklerin registriert und spricht fünf Sprachen, Deutsch, Englisch, Französisch, Italienisch und Slowakisch.

## Tätigkeit
Von 1989 bis 1999 leitete sie die Börsenredaktion beim italienischen öffentlich-rechtlichen Fernsehsender RAI. 1999 wechselte sie zu CNBC nach London, wo sie die Sendungen Morning Exchange und Power Lunch co-moderierte.
Während der letzten Jahre hat Szarvas für den amerikanischen CNBC Kanal, für N24 in Deutschland und Class CNBC in Italien berichtet. Sie ist an CNBC Sendungen wie Capital Connection, Worldwide Exchange and Squawk Box Europe beteiligt. Darüber hinaus ist sie im europäischen CNBC Network als Expertin verantwortlich für die Berichterstattung über die Automobilindustrie.
Szarvas tritt auch als Moderatorin bei Podiumsdiskussionen bei internationalen Konferenzen auf, wie dem World Economic Forum, dem European Economic Summit, der Corporate Responsibility Conference und dem International Management & Consulting Congress.